# Drupadia livius
Drupadia livius är en fjärilsart som beskrevs av Fabricius 1793. Drupadia livius ingår i släktet Drupadia och familjen juvelvingar. Inga underarter finns listade i Catalogue of Life.